# 塔卢拉·班克黑德
塔卢拉·班克黑德（英語：Tallulah Bankhead，1902年1月31日—1968年12月12日）是曾获得纽约影评人协会奖最佳女主角的美国演员。